# Барановское
Бара́новское — село в Воскресенском муниципальном районе Московской области. Входит в состав сельского поселения Ашитковское. Население — 1454 чел. (2010).

## География
Село Барановское расположено в восточной части Воскресенского района, примерно в 6 км к северо-востоку от города Воскресенска. Высота над уровнем моря 128 м. В 2 км к западу от деревни протекает река Сушенка. В селе 7 улиц, приписано 2 СНТ и 1 ГСК. Ближайший населённый пункт — деревня Бочевино.
В центре села находится небольшая дореволюционная фабрика, в советское время она называлась Ткацкая Фабрика "Вперёд".

## Название
В письменных источниках село упоминается как Демидова (1578 год), Демидова, Барановка тож (1784 год), Барановка (Бараново) (1862 год), Барановская (1911 год), с 1926 года — Барановское. Первое название связано с именем Демид, более позднее наименование — с некалендарным личным именем Баран.

## История
В 1926 году село являлось центром Барановского сельсовета Усмерской волости Бронницкого уезда Московской губернии, имелось единое потребительское общество.
С 1929 года — населённый пункт в составе Ашитковского района Коломенского округа Московской области, с 1930-го, в связи с упразднением округа и переименованием района, — в составе Виноградовского района Московской области. В 1957 году, после того как был упразднён Виноградовский район, село было передано в Воскресенский район.

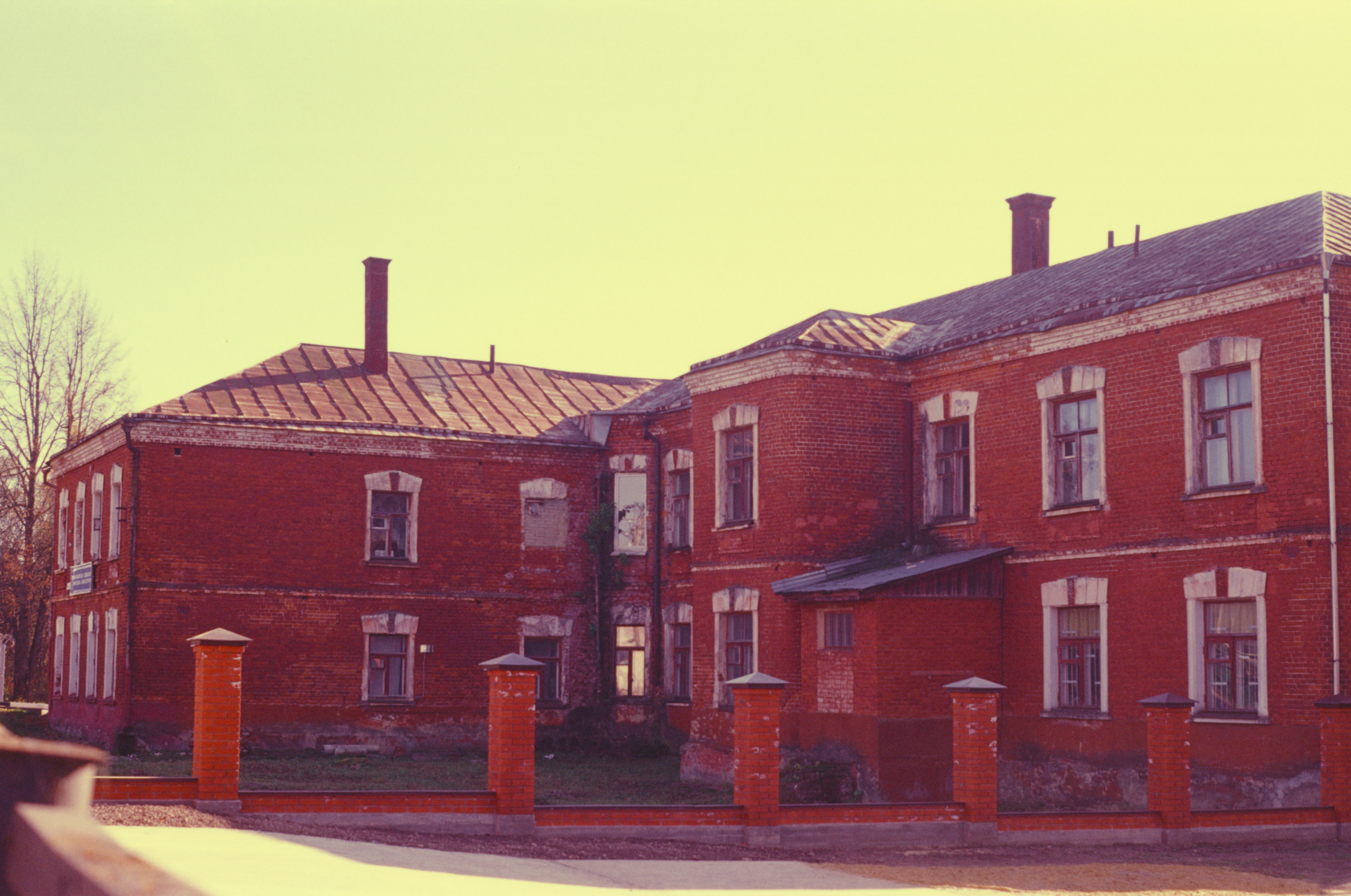
Дореволюционное здание амбулатории в селе Барановское

До муниципальной реформы 2006 года Барановское входило в состав Барановского сельского округа Воскресенского района.

## Население
В 1926 году в селе проживало 806 человек (339 мужчин, 467 женщин), насчитывалось 161 хозяйство, из которых 150 было крестьянских. По переписи 2002 года — 1473 человека (664 мужчины, 809 женщин).
| 1926 | 2002  | 2010  |
| ---- | ----- | ----- |
| 806  | ↗1473 | ↘1454 |